# Roser Oliver i Olivella
Roser Oliver Olivella (Sant Sadurní d'Anoia, Alt Penedès, 1965) és una periodista i reportera catalana. És la corresponsal de TV3 i Catalunya Ràdio al Pròxim Orient.
Llicenciada en Ciències de la Informació per la Universitat Autònoma de Barcelona i amb un postgrau en Estudis Internacionals per la Universitat de Barcelona, Roser Oliver treballa a TV3 des de l'any 1990, on va començar com a reportera ENG. Durant la seva trajectòria professional com a periodista, Oliver ha viatjat a més de 70 països, on ha cobert multitud de conflictes bèl·lics, com el genocidi de Ruanda, la guerra de Bòsnia, la guerra de Kosovo, el conflicte entre Israel i Palestina o la guerra de l'Afganistan.
Roser Oliver formà part durant onze anys del programa "30 minuts", i també va dirigir el programa "En directe". Mentre formava part de "30 minuts", va fer reportatges sobre els atemptats a Casablanca, Dubai, les bandes de l'Est a Bulgària i Romania, els desapareguts a Mèxic, el conflicte entre flamencs i valons a Bèlgica, el 20è aniversari de la caiguda del mur de Berlín o l'enderrocament de Hosni Mubàrak a Egipte, a més de múltiples reportatges de temàtica social i històrica, com "Después de Dios, Muñoz", sobre el controvertit empresari Julio Muñoz Ramonet. També ha codirigit un documental sobre la construcció de la Sagrada Família per a National Geographic.
Des de l'any 2019 treballa a la secció d'Internacional dels Informatius de TV3. I, el 2022 Roser Oliver es va convertir en la nova corresponsal de la CCMA, de TV3 i Catalunya Ràdio al Pròxim Orient, des de la ciutat de Jerusalem.
Oliver ha estat premiada diverses vegades pels seus documentals a la Corporació Catalana de Mitjans Audiovisuals (CCMA), com "Escanyats per la hipoteca" mereixedor del 'Premi Consell Municipal de Benestar Social de Barcelona', o "Trànsit, menors transsexuals", que va rebre el 'premi a millor documental' al Seattle Transgender Film Festival, el segon premi al 'Japan Prize' i que va ser seleccionat als festivals de Tessalònica a Grècia, al KASHISH Mumbai a la Índia, al Festival des Libertés de Bèlgica, al Bloomington Pride Film Festival als Estats Units, i al Chania Film Festival de Creta.